# Morti l'8 agosto
| Questa pagina contiene informazioni ricavate automaticamente dalle voci biografiche con l'ausilio del template Bio e di un bot. L'aggiornamento è periodico e automatico e ricostruisce completamente la pagina. Se manca una persona in questa lista, sei pregato di non aggiungerla, ma accertati piuttosto che la sua voce biografica contenga il template Bio e che i dati anagrafici siano correttamente compilati. Se il template Bio manca, inseriscilo tu stesso o, in alternativa, metti l'avviso {{tmp\|Bio}} che ne segnala la mancanza. Se i dati riportati sono sbagliati, correggi direttamente la voce biografica; le modifiche saranno visibili in questa lista entro pochi giorni. Per chiarimenti vedi il progetto biografie. La lista contiene solo le 529 persone che sono citate nell'enciclopedia e per le quali è stato implementato correttamente il template Bio. Pagina aggiornata al 17 ago 2025. |

## II secolo(1)
- 117 - Traiano, imperatore romano (n. 53)

## V secolo(1)
- 436 - Rabbula, arcivescovo e scrittore siro

## IX secolo(1)
- 869 - Lotario II di Lotaringia, re (n. 835)

## XI secolo(5)
- 1041 - Malik Ayaz, militare georgiano
- 1075 - Budivoj, sovrano obodrita (n. 1049)
- 1078 - Guarniero di Magdeburgo, arcivescovo cattolico tedesco
- 1086 - Corrado I di Lussemburgo, nobile tedesco
- 1091 - Altmann di Passavia, vescovo e santo tedesco

## XII secolo(3)
- 1142 - Oddone IV, vescovo cattolico italiano
- 1150 - Famiano, monaco cristiano tedesco
- 1171 - Enrico di Blois, abate e vescovo cattolico normanno (n. 1100)

## XIII secolo(3)
- 1270 - Margherita di Sicilia, principessa (n. 1241)
- 1279 - Roberto di Courtenay, vescovo cattolico francese
- 1295 - Ottone Visconti, arcivescovo e nobile italiano (n. 1207)

## XIV secolo(6)
- 1303 - Enrico di Castiglia, principe e mercenario spagnolo (n. 1230)
- 1337 - Pietro de' Rossi, condottiero italiano (n. 1303)
- 1356 - Giovanni Gradenigo, doge
- 1361 - Roberto Visconti, arcivescovo cattolico italiano
- 1381 - Eleazario da Sabrano, cardinale e vescovo cattolico italiano
- 1394 - Marino Vulcano, cardinale italiano

## XV secolo(6)
- 1401 - Thomas de Beauchamp, XII conte di Warwick, militare e politico inglese (n. 1338)
- 1470 - Sallustio Malatesta, nobile italiano (n. 1450)
- 1482 - Francesco II del Balzo, nobile italiano (n. 1410)
- 1482 - Margaret Beauchamp di Bletso, nobile inglese
- 1490 - Maddalena Gonzaga, nobile italiana (n. 1472)
- 1499 - Nicolò Franco, vescovo cattolico italiano

## XVI secolo(14)
- 1504 - Federico I Pico, nobile italiano
- 1523 - Jean Vallière, religioso francese
- 1551 - Tomás de Berlanga, vescovo cattolico e esploratore spagnolo (n. 1486)
- 1554 - Theobald Billicanus, umanista tedesco (n. 1493)
- 1555 - Oronzio Fineo, matematico, cartografo e astrologo francese (n. 1494)
- 1567 - Ligier Richier, scultore francese (n. 1500)
- 1571 - Pompeo Zambeccari, vescovo cattolico e diplomatico italiano (n. 1518)
- 1578 - Amago Katsuhisa, militare giapponese (n. 1553)
- 1584 - Jan van Hembyze, politico belga (n. 1513)
- 1585 - Ismihan Sultan, principessa ottomana (n. 1545)
- 1588 - Tommaso Ferraro, pittore, scultore e architetto italiano
- 1588 - Alonso Sánchez Coello, pittore spagnolo
- 1592 - Dorotea Susanna di Wittelsbach-Simmern, nobile tedesca (n. 1544)
- 1593 - Matsukura Shigenobu, militare giapponese (n. 1538)

## XVII secolo(25)
- 1604 - Horio Tadauji, militare giapponese (n. 1578)
- 1611 - Christopher Ostorodt, teologo tedesco
- 1613 - Alessandro Borghi, vescovo cattolico italiano (n. 1559)
- 1615 - Biagio Betti, pittore italiano (n. 1535)
- 1617 - Tarquinia Molza, compositrice, musicista e poetessa italiana (n. 1542)
- 1617 - Federico di Fürstenberg-Heiligenberg, nobile tedesco (n. 1563)
- 1622 - David de Haen, pittore olandese (n. 1585)
- 1632 - Ambrosius Francken II, pittore fiammingo (n. 1581)
- 1636 - Simone Luigi di Lippe-Detmold, nobile tedesco (n. 1610)
- 1638 - Diego de Torres y Bollo, gesuita spagnolo (n. 1551)
- 1639 - Lorenzo Campeggi, vescovo cattolico e diplomatico italiano (n. 1574)
- 1646 - Johannes Rudbeckius, vescovo luterano svedese (n. 1581)
- 1651 - Amalia Elisabetta di Hanau-Münzenberg, contessa (n. 1602)
- 1656 - Salomon Koninck, pittore e incisore olandese (n. 1609)
- 1657 - Barbaro Jacopo Badoer, ammiraglio italiano (n. 1617)
- 1658 - Gioacchino Ernesto di Oettingen-Oettingen, nobile tedesco (n. 1612)
- 1659 - Filippo Spinola, generale, politico e nobile italiano (n. 1594)
- 1662 - Angelo Giori, cardinale italiano (n. 1586)
- 1666 - Camillo Tutini, storico italiano (n. 1594)
- 1669 - François Anguier, scultore francese (n. 1604)
- 1679 - María Inés Manrique de Lara y Manrique Enríquez, nobildonna spagnola
- 1680 - Giacinto Maria Passati, vescovo cattolico italiano (n. 1620)
- 1685 - Sassoferrato, pittore italiano (n. 1609)
- 1691 - François Verwilt, pittore e disegnatore olandese (n. 1620)
- 1694 - Antoine Arnauld, teologo, filosofo e matematico francese (n. 1612)

## XVIII secolo(19)
- 1702 - Callinico II di Costantinopoli, arcivescovo ortodosso greco (n. 1630)
- 1710 - Hermann Jakob Czernin von und zu Chudenitz, nobile e diplomatico boemo (n. 1659)
- 1719 - Christoph Ludwig Agricola, pittore e incisore tedesco (n. 1667)
- 1726 - Augusta di Baden-Baden, principessa tedesca (n. 1704)
- 1733 - Carlos Borja Centellas y Ponce de León, cardinale spagnolo (n. 1663)
- 1746 - Francis Hutcheson, filosofo irlandese (n. 1694)
- 1746 - Francesca Margherita de L'Épine, soprano italiano
- 1750 - Charles Lennox, II duca di Richmond, nobile, politico e crickettista inglese (n. 1701)
- 1756 - Luisa di Danimarca, principessa danese (n. 1726)
- 1759 - Carl Heinrich Graun, compositore e tenore tedesco (n. 1704)
- 1761 - Ivan Višnjakov, pittore russo (n. 1699)
- 1764 - Jean-Joseph Balechou, incisore e pittore francese (n. 1715)
- 1764 - Johann Philipp Harrach, generale e diplomatico austriaco (n. 1678)
- 1767 - Giuseppe Coppola, vescovo cattolico italiano (n. 1698)
- 1778 - Julie Bondeli, scrittrice e socialite svizzera (n. 1732)
- 1786 - Paolo Maurizio Caissotti, vescovo cattolico italiano (n. 1726)
- 1788 - Louis François Armand de Vignerot du Plessis de Richelieu, nobile, militare e diplomatico francese (n. 1696)
- 1794 - Jérôme de Salis, II conte di Salis-Soglio, diplomatico inglese (n. 1709)
- 1796 - Franz Anton Maulbertsch, pittore e incisore tedesco (n. 1724)

## XIX secolo(72)
- 1801 - Michael Stapleton, architetto irlandese (n. 1747)
- 1802 - Anne-Marie du Boccage, scrittrice, poetessa e drammaturga francese (n. 1710)
- 1809 - Ueda Akinari, scrittore giapponese (n. 1734)
- 1810 - Guglielmo d'Assia-Philippsthal, nobile (n. 1726)
- 1820 - Étienne Vigée, drammaturgo e scrittore francese (n. 1758)
- 1824 - Marija Perekusichina, nobile e scrittrice russa (n. 1739)
- 1824 - Friedrich August Wolf, filologo classico e grecista prussiano (n. 1759)
- 1827 - George Canning, politico britannico (n. 1770)
- 1828 - Louis Nicolas Robert, inventore francese (n. 1761)
- 1828 - Carl Peter Thunberg, botanico e entomologo svedese (n. 1743)
- 1829 - Ferdinand Isaac de Rovéréa, militare svizzero (n. 1763)
- 1831 - Christian Ehrenfried Weigel, naturalista e chimico tedesco (n. 1748)
- 1834 - Silvestro Palma, compositore italiano (n. 1754)
- 1834 - Carlo Luigi Porporato di Sampeyre, generale italiano (n. 1762)
- 1838 - Carlo Balabio, generale italiano (n. 1759)
- 1843 - Adolph Henke, farmacologo e patologo tedesco (n. 1775)
- 1843 - Grigorij Fedorovič Kvitka, scrittore ucraino (n. 1778)
- 1845 - Maria Giuseppa del Liechtenstein, nobildonna e mecenate austriaca (n. 1768)
- 1846 - Madame Gelot-Sandoz, fotografa francese (n. 1803)
- 1848 - Francisco Amorós, pedagogo spagnolo (n. 1770)
- 1848 - Gustav Adolf Michaelis, ginecologo tedesco (n. 1798)
- 1849 - Ugo Bassi, presbitero e patriota italiano (n. 1801)
- 1849 - Giovanni Livraghi, patriota italiano (n. 1807)
- 1852 - Maria Drago, italiana (n. 1774)
- 1852 - Carlo Giusto de Torresani Lanzfeld, militare austriaco (n. 1779)
- 1854 - Zénaïde Bonaparte, nobile francese (n. 1801)
- 1854 - Vincenzo Maria Marolda, vescovo cattolico italiano (n. 1803)
- 1855 - Luigi Ferrarese, psichiatra e politico italiano (n. 1795)
- 1855 - Guglielmo Pepe, generale, patriota e storico italiano (n. 1783)
- 1856 - Madame Vestris, attrice teatrale, impresaria teatrale e contralto britannica (n. 1797)
- 1858 - Georgiana Cavendish, nobildonna inglese (n. 1783)
- 1858 - Linus Yale, inventore statunitense (n. 1797)
- 1859 - Luigi Pernigotti, politico italiano (n. 1803)
- 1860 - Carolina Primodì, pittrice italiana (n. 1805)
- 1862 - Henry Grew, insegnante e scrittore inglese (n. 1781)
- 1863 - Achille Tonni-Bazza, patriota italiano (n. 1836)
- 1867 - Maria Teresa d'Asburgo-Teschen, nobile austriaca (n. 1816)
- 1869 - Roger Fenton, fotografo inglese (n. 1819)
- 1870 - Luigi Calligaris, militare, architetto e orientalista italiano (n. 1808)
- 1873 - Antoine Chintreuil, pittore francese (n. 1814)
- 1876 - Luigi Clerichetti, architetto italiano (n. 1798)
- 1877 - William Lovett, politico britannico (n. 1800)
- 1879 - Matteo Pescatore, giurista, magistrato e politico italiano (n. 1810)
- 1881 - Damiano Marinelli, alpinista e esploratore italiano (n. 1843)
- 1881 - Pellegrino Matteucci, esploratore e geografo italiano (n. 1850)
- 1882 - Benjamin Brunner, politico svizzero (n. 1798)
- 1882 - Gouverneur K. Warren, generale statunitense (n. 1830)
- 1884 - Maximilian Perty, naturalista, entomologo e aracnologo tedesco (n. 1804)
- 1884 - Ferdinando Pistorius, imprenditore italiano (n. 1841)
- 1884 - Paul Thénard, chimico e agronomo francese (n. 1819)
- 1884 - Miroslav Tyrš, patriota e storico dell'arte ceco (n. 1832)
- 1886 - Macedonio Pinelli, patriota italiano (n. 1829)
- 1888 - Friedrich Wilhelm Jähns, compositore, scrittore e musicologo tedesco (n. 1809)
- 1889 - Benedetto Cairoli, politico, patriota e militare italiano (n. 1825)
- 1889 - Wilhelm Studemund, filologo classico tedesco (n. 1843)
- 1891 - Carlo Canera di Salasco, generale italiano (n. 1823)
- 1892 - Sulayman Pascià, generale ottomano (n. 1838)
- 1892 - Francesco Rubini, patriota, politico e avvocato italiano (n. 1817)
- 1893 - Auguste-Barthélemy Glaize, pittore e litografo francese (n. 1807)
- 1893 - Giovanni Papanti, bibliografo italiano (n. 1830)
- 1896 - Nicola Pasella, magistrato e politico italiano (n. 1816)
- 1897 - Jacob Burckhardt, storico e critico d'arte svizzero (n. 1818)
- 1897 - Antonio Cánovas del Castillo, politico spagnolo (n. 1828)
- 1897 - Augusto Marini, poeta italiano (n. 1834)
- 1897 - Viktor Meyer, chimico tedesco (n. 1848)
- 1897 - William Lamb Picknell, pittore statunitense (n. 1853)
- 1898 - Eugène Boudin, pittore francese (n. 1824)
- 1898 - Adolph Sutro, politico, ingegnere e filantropo tedesco (n. 1830)
- 1899 - William Y. Atkinson, politico statunitense (n. 1854)
- 1899 - Ryōkichi Yatabe, botanico giapponese (n. 1851)
- 1900 - Galeazzo Calciati, politico italiano (n. 1828)
- 1900 - Emil Škoda, imprenditore boemo (n. 1839)

## XX secolo(245)
- 1902 - Giovanni Emanuel, attore teatrale italiano (n. 1848)
- 1902 - James Tissot, pittore e incisore francese (n. 1836)
- 1902 - Carlo Tortorella, patriota italiano (n. 1844)
- 1902 - John Henry Twachtman, pittore e docente statunitense (n. 1853)
- 1905 - Bonifacia Rodríguez Castro, religiosa spagnola (n. 1837)
- 1906 - Davide Besso, matematico italiano (n. 1845)
- 1908 - Alfred Mathieu Giard, zoologo francese (n. 1846)
- 1908 - Joseph Maria Olbrich, architetto austriaco (n. 1867)
- 1909 - Mary MacKillop, religiosa australiana (n. 1842)
- 1910 - Rudolf Epp, pittore tedesco (n. 1834)
- 1910 - Janko Polić Kamov, poeta e scrittore croato (n. 1886)
- 1914 - Rudolf Douala Manga Bell, politico camerunese (n. 1873)
- 1914 - Christoph Friedrich Heinle, poeta e filologo tedesco (n. 1894)
- 1914 - Albano Lugli, pittore e ceramista italiano (n. 1834)
- 1915 - Egon Lerch, militare austro-ungarico (n. 1886)
- 1916 - Lily Braun, scrittrice e politica tedesca (n. 1865)
- 1916 - Yamaha Torakusu, imprenditore giapponese (n. 1851)
- 1917 - Ol'ga Spiridonovna Ljubatovič, rivoluzionaria russa (n. 1854)
- 1917 - Maria Majocchi, scrittrice e giornalista italiana (n. 1864)
- 1917 - Achille Terracciano, esploratore e botanico italiano (n. 1861)
- 1918 - John Bernard Croak, militare canadese (n. 1892)
- 1918 - Filippo Masperi, generale italiano (n. 1863)
- 1918 - Michel Zévaco, romanziere e giornalista francese (n. 1860)
- 1921 - Juhani Aho, scrittore e giornalista finlandese (n. 1861)
- 1921 - Maria Margherita Caiani, religiosa italiana (n. 1863)
- 1923 - Fabrizio Colonna Avella, politico italiano (n. 1848)
- 1923 - Joao Eboli, medico italiano (n. 1853)
- 1924 - Louis-Gustave Richelot, ginecologo e chirurgo francese (n. 1844)
- 1924 - Alfredo Zopfi, imprenditore svizzero (n. 1864)
- 1928 - Federico II di Baden, sovrano tedesco (n. 1857)
- 1928 - Stjepan Radić, politico croato (n. 1871)
- 1929 - Willi Ascherl, calciatore tedesco (n. 1902)
- 1929 - Jaroslav Goll, storico cecoslovacco (n. 1846)
- 1930 - Launceston Elliot, sollevatore, lottatore e discobolo britannico (n. 1874)
- 1930 - Walther Reinhardt, militare tedesco (n. 1872)
- 1931 - Einar Hein, pittore danese (n. 1875)
- 1931 - Rynner Van Heste, ciclista su strada statunitense (n. 1853)
- 1931 - Fulvio Zugaro, generale italiano (n. 1879)
- 1932 - Giovanni Bovi, politico italiano (n. 1856)
- 1933 - Luca Beltrami, architetto, storico dell'arte e politico italiano (n. 1854)
- 1933 - Lloyd B. Carleton, regista, attore e produttore cinematografico statunitense (n. 1872)
- 1933 - Antonio Miani, generale italiano (n. 1864)
- 1933 - Gabriel Moreau, attore e regista francese (n. 1874)
- 1933 - Enrico Squaglia, militare e aviatore italiano (n. 1902)
- 1933 - Giuseppe Ettore Viganò, generale e politico italiano (n. 1843)
- 1934 - Wilbert Robinson, giocatore di baseball e allenatore di baseball statunitense (n. 1863)
- 1934 - Bullet Rogan, giocatore di baseball e allenatore di baseball statunitense (n. 1893)
- 1935 - August Gissler, esploratore e avventuriero tedesco (n. 1857)
- 1937 - Vasco Agosti, militare italiano (n. 1888)
- 1937 - Bernardí Martorell, architetto spagnolo (n. 1877)
- 1940 - Alessandro Bonci, tenore italiano (n. 1870)
- 1940 - Johnny Dodds, clarinettista statunitense (n. 1892)
- 1940 - Eileen Power, storica britannica (n. 1889)
- 1940 - Frank Raad, ginnasta e multiplista statunitense (n. 1879)
- 1941 - Claire Roman, aviatrice, infermiera e paracadutista francese (n. 1906)
- 1942 - Mario Giaretto, militare italiano (n. 1913)
- 1942 - Enzo Michelini, militare italiano (n. 1917)
- 1943 - Carlo Clausetti, compositore, regista e librettista italiano (n. 1869)
- 1943 - Livio Ciardi, sindacalista italiano (n. 1881)
- 1943 - Viktor Dvorčák, politico e giornalista slovacco (n. 1878)
- 1943 - Plinio Nomellini, pittore italiano (n. 1866)
- 1944 - Aino Ackté, soprano finlandese (n. 1876)
- 1944 - Aligi Barducci, militare e partigiano italiano (n. 1913)
- 1944 - Robert Bernardis, militare austriaco (n. 1908)
- 1944 - Albrecht von Hagen, giurista tedesco (n. 1904)
- 1944 - Paul von Hase, generale tedesco (n. 1885)
- 1944 - Erich Hoepner, generale tedesco (n. 1886)
- 1944 - Juliusz Kaden-Bandrowski, scrittore polacco (n. 1885)
- 1944 - Ada Michlstaedter Marchesini, italiana (n. 1890)
- 1944 - Hellmuth Stieff, generale tedesco (n. 1901)
- 1944 - Michael Wittmann, militare tedesco (n. 1914)
- 1944 - Erwin von Witzleben, generale tedesco (n. 1881)
- 1944 - Peter Yorck von Wartenburg, giurista tedesco (n. 1904)
- 1945 - Ernest Arnfield, allenatore di calcio inglese (n. 1853)
- 1945 - Ettore Casati, giurista e magistrato italiano (n. 1873)
- 1945 - Joseph Pujol, artista e imprenditore francese (n. 1857)
- 1946 - Maria Barrientos, cantante spagnola (n. 1884)
- 1947 - Anton Ivanovič Denikin, generale russo (n. 1872)
- 1947 - Hans Ruch, calciatore tedesco (n. 1898)
- 1948 - Roberto Alessandri, chirurgo e politico italiano (n. 1867)
- 1948 - Rheta Childe Dorr, scrittrice, giornalista e attivista statunitense (n. 1866)
- 1949 - Ivan Maksimovič Poddubnyj, wrestler ucraino (n. 1871)
- 1949 - Italo Pozzato, politico italiano (n. 1862)
- 1949 - Joaquín Torres García, pittore, designer e imprenditore uruguaiano (n. 1874)
- 1950 - Alfredo Graziani, militare e avvocato italiano (n. 1892)
- 1950 - Nikolaj Jakovlevič Mjaskovskij, compositore russo (n. 1881)
- 1950 - Giuseppe Zamboni, filosofo e presbitero italiano (n. 1875)
- 1951 - Charles Hitchcock Adams, astronomo statunitense (n. 1868)
- 1952 - Andrée Cortis, scrittrice e poetessa francese (n. 1882)
- 1952 - Lon Poff, attore statunitense (n. 1870)
- 1954 - C.A. de Lima, attore e regista teatrale statunitense (n. 1872)
- 1954 - Gino Tagliapietra, pianista e compositore italiano (n. 1887)
- 1955 - Grace Hartman, attrice statunitense (n. 1907)
- 1956 - Domenico Giambonini, tiratore a segno svizzero (n. 1868)
- 1957 - Bill Demko, calciatore statunitense (n. 1895)
- 1958 - Barbara Bennett, attrice statunitense (n. 1906)
- 1958 - Brendan Bracken, politico britannico (n. 1901)
- 1958 - Julius Schlegel, militare e politico austriaco (n. 1895)
- 1959 - Albert Namatjira, pittore australiano (n. 1902)
- 1959 - Friedrich Panzinger, militare tedesco (n. 1903)
- 1959 - Francesco Salamone, architetto e ingegnere italiano (n. 1897)
- 1959 - Luigi Sturzo, presbitero e politico italiano (n. 1871)
- 1959 - Henry St. George Tucker, vescovo anglicano statunitense (n. 1874)
- 1960 - Mario Montagnana, politico, sindacalista e giornalista italiano (n. 1897)
- 1960 - Gaston Tessier, sindacalista francese (n. 1887)
- 1961 - Méi Lánfāng, attore teatrale cinese (n. 1894)
- 1962 - Kunio Yanagita, scrittore giapponese (n. 1875)
- 1963 - Augusta Vera Duthie, botanica e micologa sudafricana (n. 1881)
- 1963 - Aldo Nicodemi, attore italiano (n. 1919)
- 1964 - Lala Sjöqvist, tuffatrice svedese (n. 1903)
- 1965 - Jānis Balodis, generale e politico lettone (n. 1881)
- 1965 - Aglae Doria, calciatore italiano (n. 1893)
- 1965 - Shirley Jackson, scrittrice e giornalista statunitense (n. 1916)
- 1966 - Teddy Billington, pistard statunitense (n. 1882)
- 1966 - Ed Lewis, wrestler statunitense (n. 1891)
- 1966 - James Soutter, velocista britannico (n. 1885)
- 1967 - Jaromír Weinberger, compositore cecoslovacco (n. 1896)
- 1968 - Matylda Getter, religiosa polacca (n. 1870)
- 1968 - Paolo Silvestri, calciatore italiano (n. 1905)
- 1969 - Choi Seung-hee, attrice e ballerina coreana (n. 1911)
- 1969 - Bulmer Hobson, rivoluzionario irlandese (n. 1883)
- 1969 - Wilton Ivie, aracnologo statunitense (n. 1907)
- 1969 - Hans Lion, schermidore austriaco (n. 1904)
- 1969 - Elias Avery Lowe, paleografo lituano (n. 1879)
- 1969 - Otmar Freiherr von Verschuer, medico e biologo tedesco (n. 1896)
- 1970 - Pierre Weiss, generale, aviatore e scrittore francese (n. 1889)
- 1971 - Joseph Santley, regista, produttore televisivo e sceneggiatore statunitense (n. 1890)
- 1971 - Ludovico Spada Veralli Potenziani, nobile e politico italiano (n. 1880)
- 1972 - Andrea Feldman, attrice statunitense (n. 1948)
- 1972 - Eddie Machen, pugile statunitense (n. 1932)
- 1973 - Dean Corll, serial killer statunitense (n. 1939)
- 1973 - Hassan El-Far, calciatore egiziano (n. 1912)
- 1973 - Gösta Frändfors, lottatore svedese (n. 1915)
- 1973 - Mario Gastaldi, editore e giornalista italiano (n. 1903)
- 1973 - Vilhelm Moberg, scrittore, drammaturgo e giornalista svedese (n. 1898)
- 1973 - Domenico Savino, compositore italiano (n. 1882)
- 1973 - Nikos Zachariadīs, politico greco (n. 1903)
- 1974 - Elisabeth Abegg, pedagogista tedesca (n. 1882)
- 1974 - Baldur von Schirach, politico e militare tedesco (n. 1907)
- 1975 - Cannonball Adderley, sassofonista statunitense (n. 1928)
- 1975 - Sune Almkvist, calciatore svedese (n. 1886)
- 1976 - Voltolino Fontani, pittore italiano (n. 1920)
- 1976 - José Lezama Lima, poeta, scrittore e saggista cubano (n. 1910)
- 1976 - Hidehiro Miyashita, giocatore di go giapponese (n. 1913)
- 1977 - Edgar Douglas Adrian, medico e fisiologo britannico (n. 1889)
- 1977 - Vytautas Leščinskas, cestista lituano (n. 1922)
- 1977 - Son Ngoc Thanh, politico cambogiano (n. 1908)
- 1978 - Felice Cinotti, veterinario e fotografo italiano (n. 1878)
- 1978 - Marie-Thérèse Eyquem, attivista francese (n. 1913)
- 1978 - Joachim O. Fernández, politico statunitense (n. 1896)
- 1978 - Victor Hasselblad, ingegnere e inventore svedese (n. 1906)
- 1980 - Romano Caneva, pugile italiano (n. 1904)
- 1980 - David Mercer, drammaturgo e sceneggiatore britannico (n. 1928)
- 1981 - Giuliana Benzoni, nobile italiana (n. 1895)
- 1981 - Jan van Diepenbeek, calciatore olandese (n. 1903)
- 1981 - Thomas McElwee, rivoluzionario irlandese (n. 1957)
- 1981 - Alfredo Ravenna, rabbino italiano (n. 1899)
- 1981 - George Schaefer, produttore cinematografico statunitense (n. 1888)
- 1982 - Emilio Biancheri, vescovo cattolico italiano (n. 1908)
- 1982 - Eric Brandon, pilota automobilistico britannico (n. 1920)
- 1982 - Ferré Grignard, cantante belga (n. 1939)
- 1982 - John Lawrence Sullivan, politico statunitense (n. 1899)
- 1982 - Arturo Tanesini, ingegnere, alpinista e saggista italiano (n. 1905)
- 1983 - Corrado Saralvo, antifascista e superstite dell'Olocausto italiano (n. 1894)
- 1984 - Richard Deacon, attore statunitense (n. 1921)
- 1984 - Rina Gaioni, attrice teatrale italiana (n. 1893)
- 1984 - Hermann Michel, militare tedesco (n. 1909)
- 1984 - Vladimir Pachman, compositore di scacchi cecoslovacco (n. 1918)
- 1985 - Louise Brooks, attrice, ballerina e showgirl statunitense (n. 1906)
- 1985 - Alfredo De Marsico, avvocato, giurista e politico italiano (n. 1888)
- 1985 - Milton H. Greene, fotografo e produttore cinematografico statunitense (n. 1922)
- 1985 - Volrico Travaglini, economista italiano (n. 1894)
- 1985 - Gennaro Vitiello, regista teatrale e attore teatrale italiano (n. 1929)
- 1985 - Leo Weisgerber, linguista tedesco (n. 1899)
- 1986 - Giovanni Garaventa, mezzofondista italiano (n. 1900)
- 1986 - Bob Pickell, cestista canadese (n. 1927)
- 1987 - Irwin Schiff, imprenditore statunitense (n. 1937)
- 1988 - Alan Ameche, giocatore di football americano statunitense (n. 1933)
- 1988 - Alan Napier, attore inglese (n. 1903)
- 1988 - Kid Chocolate, pugile cubano (n. 1910)
- 1988 - Giacinto Scelsi, compositore italiano (n. 1905)
- 1989 - Enrico Lorenzetti, pilota motociclistico italiano (n. 1911)
- 1989 - Brian Naylor, pilota automobilistico britannico (n. 1923)
- 1989 - Elsa Vazzoler, attrice italiana (n. 1920)
- 1989 - László Willinger, fotografo ungherese (n. 1909)
- 1990 - Franco Lo Giudice, tenore italiano (n. 1893)
- 1991 - Ada Bruhn Hoffmeyer, archeologa danese (n. 1910)
- 1991 - Gianluca Favilla, attore italiano (n. 1950)
- 1991 - Eugenio Fernandi, tenore italiano (n. 1924)
- 1991 - Katalin Horváth, schermitrice ungherese (n. 1915)
- 1991 - Gladys Hulette, attrice statunitense (n. 1896)
- 1991 - James Irwin, astronauta statunitense (n. 1930)
- 1991 - Ivan Nikitovič Kožedub, aviatore e generale sovietico (n. 1920)
- 1991 - Luigi Moretti, storico e epigrafista italiano (n. 1922)
- 1991 - Nikolaj Nikolaevič Poppe, linguista sovietico (n. 1897)
- 1991 - Walter Zeman, calciatore austriaco (n. 1927)
- 1992 - Ivan Anikeev, cosmonauta sovietico (n. 1933)
- 1992 - Lou Krugman, attore statunitense (n. 1914)
- 1992 - Egisto Macchi, compositore e percussionista italiano (n. 1928)
- 1992 - Bertalan Papp, schermidore ungherese (n. 1913)
- 1992 - Nguyễn Thị Định, generale e politica vietnamita (n. 1920)
- 1993 - Piero Bandini, calciatore italiano (n. 1907)
- 1993 - Harry Bellaver, attore statunitense (n. 1905)
- 1993 - Battistino Bonali, alpinista italiano (n. 1962)
- 1993 - Andrea Da Passano, fumettista e illustratore italiano (n. 1905)
- 1993 - Nico Habermann, informatico e matematico olandese (n. 1932)
- 1993 - Roberta Mari, attrice italiana (n. 1917)
- 1993 - Mickey Morton, attore statunitense (n. 1927)
- 1994 - Leonid Maksimovič Leonov, scrittore, drammaturgo e politico russo (n. 1899)
- 1994 - Cesare Nay, dirigente sportivo, allenatore di calcio e calciatore italiano (n. 1925)
- 1994 - Ada Smith, ginnasta britannica (n. 1903)
- 1995 - Kurt Becher, militare tedesco (n. 1909)
- 1995 - Carol Hughes, attrice statunitense (n. 1910)
- 1995 - Herbert Ihlefeld, aviatore tedesco (n. 1914)
- 1995 - Cesare Jones, calciatore italiano (n. 1908)
- 1995 - Dmitrij Trofimovič Šepilov, politico sovietico (n. 1905)
- 1996 - Michio Hoshino, fotografo giapponese (n. 1952)
- 1996 - Herbert Huncke, scrittore e poeta statunitense (n. 1915)
- 1996 - James McLamore, imprenditore statunitense (n. 1926)
- 1996 - Francesco Molinari Pradelli, direttore d'orchestra e collezionista d'arte italiano (n. 1911)
- 1996 - Nevill Francis Mott, fisico inglese (n. 1905)
- 1996 - Joseph Asajiro Satowaki, cardinale e arcivescovo cattolico giapponese (n. 1904)
- 1996 - Thomas Tymoczko, filosofo statunitense (n. 1943)
- 1996 - Osvaldo Velloso de Barros, calciatore brasiliano (n. 1908)
- 1997 - Robert Brouwer, cestista e velocista belga (n. 1907)
- 1997 - Maurizio Poggiali, ufficiale italiano (n. 1965)
- 1997 - Lyda C. Ripandelli, regista e sceneggiatrice italiana (n. 1916)
- 1997 - Paul Rudolph, architetto statunitense (n. 1918)
- 1998 - Sam Balter, cestista e allenatore di pallacanestro statunitense (n. 1909)
- 1998 - Elio Brasola, ciclista su strada e pistard italiano (n. 1927)
- 1998 - Giulio Bresci, ciclista su strada italiano (n. 1921)
- 1998 - Raymond Edward Brown, presbitero statunitense (n. 1928)
- 1998 - Barbara Burke, velocista britannica (n. 1917)
- 1998 - Roberto Chiti, critico cinematografico e storico del cinema italiano (n. 1926)
- 1998 - Dagfinn Nilsen, calciatore norvegese (n. 1920)
- 1998 - Germana Paolieri, attrice e cantante italiana (n. 1906)
- 1998 - László Szabó, scacchista ungherese (n. 1917)
- 1999 - Gino Bibbi, anarchico italiano (n. 1899)
- 2000 - Mária Bárány, cestista ungherese (n. 1934)
- 2000 - Jess Barker, attore statunitense (n. 1912)
- 2000 - Mauro Calligaris, nuotatore italiano (n. 1952)
- 2000 - Živorad Jevtić, calciatore jugoslavo (n. 1943)
- 2000 - Mario Migliardi, compositore, pianista e direttore d'orchestra italiano (n. 1919)
- 2000 - Harry Delbert Thiers, botanico e micologo statunitense (n. 1919)
- 2000 - Leo J. Wollemborg, giornalista e scrittore italiano (n. 1912)

## XXI secolo(128)
- 2001 - Martin Huston, attore statunitense (n. 1941)
- 2001 - Robert Jacks, attore e compositore statunitense (n. 1959)
- 2001 - Noud van Melis, calciatore olandese (n. 1924)
- 2001 - Paul Vaessen, calciatore inglese (n. 1961)
- 2002 - Ercole Ugo D'Andrea, poeta italiano (n. 1937)
- 2002 - Reiner Geye, calciatore tedesco occidentale (n. 1949)
- 2002 - Bertold Hummel, compositore tedesco (n. 1925)
- 2002 - Bernhard Neutsch, archeologo tedesco (n. 1913)
- 2002 - Michail Perl'man, ginnasta sovietico (n. 1923)
- 2002 - Charles Poletti, militare e politico statunitense (n. 1903)
- 2003 - Martha Chase, genetista statunitense (n. 1927)
- 2003 - Anna D'Amico, cantante italiana (n. 1938)
- 2003 - Frank Large, calciatore inglese (n. 1940)
- 2003 - Antonis Samarakis, scrittore greco (n. 1919)
- 2003 - Alice Saunier-Seité, politica francese (n. 1925)
- 2004 - Giuseppe Amari, vescovo cattolico italiano (n. 1916)
- 2004 - Vittorio Geraci, partigiano e politico italiano (n. 1918)
- 2004 - Leroy King, cestista statunitense (n. 1921)
- 2004 - Fay Wray, attrice canadese (n. 1907)
- 2005 - Barbara Bel Geddes, attrice statunitense (n. 1922)
- 2005 - Maria de la Esperanza di Borbone-Due Sicilie, principessa spagnola (n. 1914)
- 2005 - Nikolaj Pučkov, hockeista su ghiaccio sovietico (n. 1930)
- 2005 - Porthus Silingardi, calciatore italiano (n. 1915)
- 2005 - Ilse Werner, attrice tedesca (n. 1921)
- 2006 - John Anderson, allenatore di calcio e calciatore inglese (n. 1921)
- 2006 - Duke Jordan, pianista e compositore statunitense (n. 1922)
- 2006 - Jean Vodaine, editore, scrittore e tipografo sloveno (n. 1921)
- 2006 - Dino Restelli, giocatore di baseball statunitense (n. 1924)
- 2006 - Nikolaj Šin, pittore uzbeko (n. 1928)
- 2007 - Richard Dahl, altista svedese (n. 1933)
- 2007 - Roberto Gavioli, regista cinematografico italiano (n. 1926)
- 2007 - Joybubbles, statunitense (n. 1949)
- 2007 - Melville Shavelson, regista, sceneggiatore e produttore cinematografico statunitense (n. 1917)
- 2007 - Vitalija Tuomaitė, cestista sovietica (n. 1964)
- 2007 - Julius Wess, fisico austriaco (n. 1934)
- 2008 - Giacinto Bonacquisti, regista e sceneggiatore italiano (n. 1937)
- 2008 - Antonio Gava, politico italiano (n. 1930)
- 2008 - Irene Krause, cestista tedesca (n. 1940)
- 2008 - Sieglinda di Lippe, principessa tedesca (n. 1915)
- 2008 - Eleo Pomare, coreografo colombiano (n. 1937)
- 2009 - Isabel Alfaro, cestista messicana (n. 1921)
- 2009 - Savino Dalla Puppa, canottiere italiano (n. 1929)
- 2009 - Daniel Jarque, calciatore spagnolo (n. 1983)
- 2009 - Barnett Rosenberg, chimico statunitense (n. 1926)
- 2009 - Orlando Rozzoni, calciatore e allenatore di calcio italiano (n. 1937)
- 2010 - Patricia Neal, attrice statunitense (n. 1926)
- 2010 - Massamasso Tchangai, calciatore togolese (n. 1978)
- 2011 - Mike Barrett, cestista statunitense (n. 1943)
- 2011 - Pino Ferrara, attore e doppiatore italiano (n. 1929)
- 2011 - Fred Ingaldson, cestista canadese (n. 1932)
- 2011 - Vittorio Masci, allenatore di calcio e calciatore italiano (n. 1925)
- 2011 - Hind Rostom, attrice egiziana (n. 1929)
- 2011 - Kasym Žakibaev, attore kazako (n. 1929)
- 2012 - Fay Ajzenberg-Selove, docente statunitense (n. 1926)
- 2012 - Hans R. Camenzind, ingegnere e progettista svizzero (n. 1934)
- 2012 - Sancho Gracia, attore spagnolo (n. 1936)
- 2012 - Boris Alekseevič Grigor'ev, regista sovietico (n. 1935)
- 2012 - Kurt Maetzig, regista e sceneggiatore tedesco (n. 1911)
- 2013 - Johannes Willem Maria Bluijssen, vescovo cattolico olandese (n. 1926)
- 2013 - Jack Clement, cantante e produttore discografico statunitense (n. 1931)
- 2013 - Igor' Kurnosov, scacchista russo (n. 1985)
- 2013 - Jimmy McColl, calciatore scozzese (n. 1924)
- 2013 - Barbara Mertz, scrittrice statunitense (n. 1927)
- 2013 - Regina Resnik, mezzosoprano e soprano statunitense (n. 1922)
- 2013 - Piero Sensi, chimico italiano (n. 1920)
- 2013 - Karen Black, attrice statunitense (n. 1939)
- 2014 - Luciana Angiolillo, attrice italiana (n. 1925)
- 2014 - Luciano Bux, vescovo cattolico italiano (n. 1936)
- 2014 - Menahem Golan, regista e produttore cinematografico israeliano (n. 1929)
- 2014 - J.J. Murphy, attore britannico (n. 1928)
- 2014 - Federico Orlando, giornalista e politico italiano (n. 1928)
- 2014 - Waldir Pagan Peres, allenatore di pallacanestro brasiliano (n. 1937)
- 2015 - Alisa Asit'ashvili, cestista sovietica (n. 1932)
- 2015 - Fabio Musati, scrittore italiano (n. 1957)
- 2015 - Sean Price, rapper statunitense (n. 1972)
- 2015 - Wiesław Skołucki, vescovo vetero-cattolico polacco (n. 1937)
- 2016 - Edward Daly, vescovo cattolico britannico (n. 1933)
- 2017 - Giovanni Badino, fisico, speleologo e esploratore italiano (n. 1953)
- 2017 - Glen Campbell, cantante, polistrumentista e paroliere statunitense (n. 1936)
- 2017 - Barbara Cook, soprano e attrice statunitense (n. 1927)
- 2017 - Cathleen Synge Morawetz, matematica canadese (n. 1923)
- 2017 - Eduardo del Río, disegnatore e scrittore messicano (n. 1934)
- 2017 - Nani Tedeschi, pittore, disegnatore e incisore italiano (n. 1938)
- 2017 - Jorge Zorreguieta, funzionario e politico argentino (n. 1928)
- 2018 - Antonio Corso, calciatore italiano (n. 1934)
- 2018 - Luca De Silva, artista italiano (n. 1947)
- 2018 - Battal Durusel, cestista turco (n. 1945)
- 2018 - Alfio Finetti, cantautore italiano (n. 1933)
- 2018 - James Enoch Hill, tiratore a segno statunitense (n. 1929)
- 2018 - Lidia Martorana, cantante italiana (n. 1928)
- 2018 - Richard Sipe, presbitero, psicoterapeuta e scrittore statunitense (n. 1932)
- 2019 - Manfred Max-Neef, economista cileno (n. 1932)
- 2019 - Jean-Pierre Mocky, regista, sceneggiatore e attore francese (n. 1929)
- 2019 - Dave Parks, giocatore di football americano statunitense (n. 1941)
- 2019 - Fabrizio Saccomanni, banchiere, economista e politico italiano (n. 1942)
- 2020 - Carlo Bartoli, architetto e designer italiano (n. 1931)
- 2020 - Pedro Casaldáliga Plá, vescovo cattolico e teologo spagnolo (n. 1928)
- 2020 - Alfredo Lim, politico e poliziotto filippino (n. 1929)
- 2020 - Gabriel Ochoa Uribe, allenatore di calcio e calciatore colombiano (n. 1929)
- 2020 - Carlo Rolandi, velista italiano (n. 1926)
- 2021 - Paul Hellyer, politico canadese (n. 1923)
- 2021 - Jaan Kaplinski, scrittore, poeta e traduttore estone (n. 1941)
- 2021 - Stefan Kapłaniak, canoista polacco (n. 1933)
- 2021 - Cesare Salvadori, schermidore italiano (n. 1941)
- 2022 - Lamont Dozier, cantautore e produttore discografico statunitense (n. 1941)
- 2022 - Martin Hoffman, psicologo statunitense (n. 1924)
- 2022 - Vyvyan Lorrayne, danzatrice sudafricana (n. 1939)
- 2022 - David McCullough, storico statunitense (n. 1933)
- 2022 - Olivia Newton-John, cantante e attrice britannica (n. 1948)
- 2022 - Zofia Posmysz, scrittrice polacca (n. 1923)
- 2022 - Jozef Tomko, cardinale e arcivescovo cattolico slovacco (n. 1924)
- 2023 - Federico Bahamontes, ciclista su strada e pistard spagnolo (n. 1928)
- 2023 - Julija Borisova, attrice e politica sovietica (n. 1925)
- 2023 - Richard Murphy, canottiere statunitense (n. 1931)
- 2023 - Jamie Reid, artista, grafico e anarchico britannico (n. 1947)
- 2023 - Rodriguez, cantautore, attivista e politico statunitense (n. 1942)
- 2024 - Buddhadeb Bhattacharjee, politico indiano (n. 1944)
- 2024 - Elizabeth Brown, storica statunitense (n. 1932)
- 2024 - Issa Hayatou, dirigente sportivo, cestista e velocista camerunese (n. 1946)
- 2024 - Harvey Marlatt, cestista statunitense (n. 1948)
- 2024 - Zoran Petrović, arbitro di calcio jugoslavo (n. 1952)
- 2024 - Jorge Rodríguez, calciatore messicano (n. 1968)
- 2024 - Dženan Uščuplić, calciatore e allenatore di calcio bosniaco (n. 1975)
- 2025 - Gianluigi Ceruti, politico e avvocato italiano (n. 1937)
- 2025 - Terry Hennessey, calciatore gallese (n. 1942)
- 2025 - Estanislao Esteban Karlic, cardinale e arcivescovo cattolico argentino (n. 1926)
- 2025 - Mirella Parutto, soprano e mezzosoprano italiano (n. 1936)
- 2025 - William H. Webster, militare, funzionario e giurista statunitense (n. 1924)